# Tomás Abell
Beato Tomás Abell (en inglés:Thomas Abell o Abel) (1497 - Londres, 30 de julio de 1540) fue un sacerdote inglés y capellán de Catalina de Aragón.

## Biografía
En 1528 hizo las veces de emisario secreto de Catalina y su sobrino, el rey Carlos I de España, en relación con su divorcio de Enrique VIII de Inglaterra. Abell se opuso vigorosamente a esta separación, siendo encarcelado durante seis años en la Torre de Londres. Finalmente fue ejecutado por mantener la legitimidad del primer matrimonio del rey Enrique.
Dos años antes, el confesor de la reina Catalina, Juan Forest, fue quemado vivo por negarse a admitir a Enrique como cabeza de la Iglesia de Inglaterra.
En 1886 sería beatificado por el papa León XIII.